# Kathryn Watt
Kathryn "Kathy" Watt (Warragul, Victòria, 11 de setembre de 1964) va ser una ciclista australiana que va combinar la carretera amb pista, i ambdues disciplines va aconseguir medalles olímpiques.
En ruta es va proclamar campiona olímpica als Jocs de Barcelona. També va aconseguir pujar al podi en diferents ocasions als Jocs de la Commonwealth i guanyar nombrosos cops els Campionats nacionals.
En pista, el màxim èxit va ser una plata en Persecució, també als Jocs de 1992.

## Palmarès en ruta
- 1990
  - Vencedora d'una etapa al Giro d'Itàlia
- 1991
  - Vencedora d'una etapa al Tour de l'Aude
- 1992
  -  Medalla d'or als Jocs Olímpics de Barcelona en Ruta
  -  Campiona d'Austràlia en ruta
  -  Campiona d'Austràlia en contrarellotge
  - Vencedora de 2 etapes a la Women's Challenge
- 1993
  -  Campiona d'Austràlia en ruta
  -  Campiona d'Austràlia en contrarellotge
- 1994
  - Medalla d'or als Jocs de la Commonwealth en ruta
  - Medalla d'or als Jocs de la Commonwealth en contrarellotge per equips
  -  Campiona d'Austràlia en ruta
  -  Campiona d'Austràlia en contrarellotge
  - 1a a la Canberra Milk Race i vencedora de 5 etapes
  - Vencedora de 3 etapes al Giro d'Itàlia
- 1996
  -  Campiona d'Austràlia en contrarellotge
  - Vencedora de 2 etapes a la Women's Challenge
- 1998
  -  Campiona d'Austràlia en ruta
  - 1a al GP Presov i vencedora d'una etapa
  - Vencedora d'una etapa al Tour de Bretanya
  - Vencedora d'una etapa a la Gracia ČEZ-EDĚ
  - Vencedora de 2 etapes al Tour de l'Alta Viena
- 1999
  - 1a a la Canberra Milk Race i vencedora de 3 etapes
  - Vencedora d'una etapa al Tour de Toona
- 2000
  - 1a a la Canberra Milk Race i vencedora de 4 etapes
- 2004
  - Vencedora d'una etapa al Tour de Bright
- 2005
  - 1a al Chrono champenois
  - Vencedora d'una etapa a la Volta a Turíngia
- 2006
  -  Campiona d'Austràlia en contrarellotge
- 2007
  -  Campiona oceànica en ruta
  - Vencedora d'una etapa al Tour de Bright

## Palmarès en pista
- 1992
  -  Medalla de plata als Jocs Olímpics de Barcelona en Persecució
- 1994
  - Medalla d'or als Jocs de la Commonwealth en Persecució

### Resultats a laCopa del Món
- 1994
  - 1a a Colorado Springs, en Persecució
  - 1a a Colorado Springs, en Puntuació